# كورت ويبر
كورت ويبر (بالبولندية: Kurt Weber)‏ هو مصور سينمائي ومخرج بولندي، ولد في 24 مايو 1928 في جيشن في بولندا، وتوفي في 4 يونيو 2015 في ماينتس في ألمانيا.

## وصلات خارجية
- كورت ويبر على موقع IMDb (الإنجليزية)
- كورت ويبر على موقع ألو سيني (الفرنسية)
- كورت ويبر على موقع أول موفي (الإنجليزية)
- كورت ويبر على موقع قاعدة بيانات الأفلام السويدية (السويدية)
- كورت ويبر على موقع قاعدة بيانات الفيلم (الإنجليزية)
- كورت ويبر على موقع كينوبويسك (الروسية)